# 1996년 하계 올림픽 덴마크 선수단
덴마크는 1996년 7월 25일부터 8월 9일까지 미국 애틀랜타에서 열린 제26회 하계 올림픽에 참가했다.

## 메달 집계
| 메달 | 이름 | 종목 | 세부 종목 | 날짜 |
| ---- | ---- | ---- | --------- | ---- |

| 종목 | 1 | 2 | 3 | 합계 |
| 합계 |   |   |   |      |

## 종목별 성적

### 레슬링
자유형
남자
| 선수 | 세부 종목 | 예선 (상대 /결과) | 16강전 (상대 /결과) | 8강전 (상대 /결과) | 준결승 (상대 /결과) | 결승 (상대 /결과) | 최종 순위 |
|      | -55 kg    |                   |                     |                    |                     |                   |           |

여자
| 선수 | 세부 종목 | 예선 (상대 /결과) | 16강전 (상대 /결과) | 8강전 (상대 /결과) | 준결승 (상대 /결과) | 결승 (상대 /결과) | 최종 순위 |

그레코로만형
남자
| 선수 | 세부 종목 | 예선 (상대 /결과) | 16강전 (상대 /결과) | 8강전 (상대 /결과) | 준결승 (상대 /결과) | 결승/순위 결정전 (상대 /결과) | 최종 순위 |

### 배드민턴
남자
| 선수 | 종목 | 그룹/예선     | 그룹/예선     | 그룹/예선     | 그룹/예선 | 16강          | 8강           | 준결승        | 결승/3위 결정전 | 결승/3위 결정전 |
| 선수 | 종목 | 상대선수 결과 | 상대선수 결과 | 상대선수 결과 | 순위      | 상대선수 결과 | 상대선수 결과 | 상대선수 결과 | 상대선수 결과   | 순위            |

여자
| 선수 | 종목 | 그룹/예선     | 그룹/예선     | 그룹/예선     | 그룹/예선 | 16강          | 8강           | 준결승        | 결승/3위 결정전 | 결승/3위 결정전 |
| 선수 | 종목 | 상대선수 결과 | 상대선수 결과 | 상대선수 결과 | 순위      | 상대선수 결과 | 상대선수 결과 | 상대선수 결과 | 상대선수 결과   | 순위            |

혼합
| 선수 | 종목 | 그룹/예선     | 그룹/예선     | 그룹/예선     | 그룹/예선 | 16강          | 8강           | 준결승        | 결승/3위 결정전 | 결승/3위 결정전 |
| 선수 | 종목 | 상대선수 결과 | 상대선수 결과 | 상대선수 결과 | 순위      | 상대선수 결과 | 상대선수 결과 | 상대선수 결과 | 상대선수 결과   | 순위            |

### 사격
남자
| 선수 | 세부 종목 | 예선   | 예선 | 준결선 | 준결선 | 결선   | 결선      |
| 선수 | 세부 종목 | 스코어 | 순위 | 스코어 | 순위   | 스코어 | 최종 순위 |

### 사이클

#### 도로 경기
남자
| 선수 | 세부 종목 | 기록 | 최종 순위 |

#### 트랙 경기
스프린트

### 수상 경기

#### 수영
남자
| 선수 | 세부 종목 | 예선 | 예선 | 준결선 | 준결선 | 결선 | 결선      |
| 선수 | 세부 종목 | 기록 | 순위 | 기록   | 순위   | 기록 | 최종 순위 |

여자
| 선수 | 세부 종목 | 예선 | 예선 | 준결선 | 준결선 | 결선 | 결선      |
| 선수 | 세부 종목 | 기록 | 순위 | 기록   | 순위   | 기록 | 최종 순위 |

### 요트
남자

### 육상

#### 남자
트랙 / 도로 경기
| 선수 | 세부 종목 | 1차 예선 | 1차 예선 | 2차 예선 | 2차 예선 | 준결선 | 준결선 | 결선 | 결선      |
| 선수 | 세부 종목 | 기록     | 순위     | 기록     | 순위     | 기록   | 순위   | 기록 | 최종 순위 |

필드 경기
| 선수   | 세부 종목 | 예선 | 예선 | 결선 | 결선      |
| 선수   | 세부 종목 | 기록 | 순위 | 기록 | 최종 순위 |
| 김덕현 | 세단뛰기  |      |      |      |           |

#### 여자
트랙 / 도로 경기
| 선수 | 세부 종목 | 1차 예선 | 1차 예선 | 2차 예선 | 2차 예선 | 준결선 | 준결선 | 결선 | 결선      |
| 선수 | 세부 종목 | 기록     | 순위     | 기록     | 순위     | 기록   | 순위   | 기록 | 최종 순위 |

필드 경기
| 선수 | 세부 종목 | 예선 | 예선 | 결선 | 결선      |
| 선수 | 세부 종목 | 기록 | 순위 | 기록 | 최종 순위 |

### 조정
남자
여자

### 탁구
| 선수 | 세부 종목 | 예선             | 1라운드          | 2라운드          | 3라운드          | 16강전           | 8강전            | 4강전            | 결승 / 3,4위전   | 결승 / 3,4위전 |
| 선수 | 세부 종목 | 상대 선수 스코어 | 상대 선수 스코어 | 상대 선수 스코어 | 상대 선수 스코어 | 상대 선수 스코어 | 상대 선수 스코어 | 상대 선수 스코어 | 상대 선수 스코어 | 순위           |